# Henry Cockton
Henry Cockton (Londres, 1807 - Bury St Edmunds, 26 juin 1853) est un romancier anglais.

## Œuvres
- The Life and Adventures of Valentine Vox, the Ventriloquist, Robert Tyas, 1840 (lire en ligne)
- Sylvester Sound, the Somnambulist, W. M. Clark, 1844
- The Love Match, Burgess, Stringer, 1845
- The Life and Adventures of George St. Julian, the Prince of Swindlers, G. Routledge, 1844
- Lady Felicia: A Novel, 1852
- Percy Effingham Or, The Germ of the World's Esteem, T.B. Peterson
- The Sisters or, England and France, The Illustrated London News, 1844
- Stanley Thorn, Richard Bentley, 1841
- The Steward: A Romance of Real Life, W.M. Clark, 1850